# Joaquín de la Cantolla
Joaquín de la Cantolla y Rico (Mexico-Stad, 1837 - aldaar, 1914) was een Mexicaans ballonvaarder.
Cantolla was in 1863 de eerste die in Mexico in een luchtballon vloog. Cantolla bouwde zijn ballons zelf, en ontwikkelde een systeem om de hoogte van de vlam te reguleren om zo te kunnen stijgen en dalen. Cantolla was een van de populairste personen in Mexico-Stad aan het einde van de 19e eeuw. Hij stond erom bekend dat hij zich bij zijn presentaties altijd kleedde in pak en met cilinderhoed, terwijl op zijn luchtballons het wapenschild van Mexico was afgebeeld. 
Cantolla overleed in 1914 enkele dagen na van een trap in zijn huis te zijn gevallen. Hij heeft een prominente plaats op het schilderij Droom van een zondagmiddag in het Alamedapark van Diego Rivera.